# Paracricotopus glaber
Paracricotopus glaber är en tvåvingeart som beskrevs av Ole Anton Saether 1980. Paracricotopus glaber ingår i släktet Paracricotopus och familjen fjädermyggor.
Artens utbredningsområde är South Carolina. Inga underarter finns listade i Catalogue of Life.